# Istituto Puškin

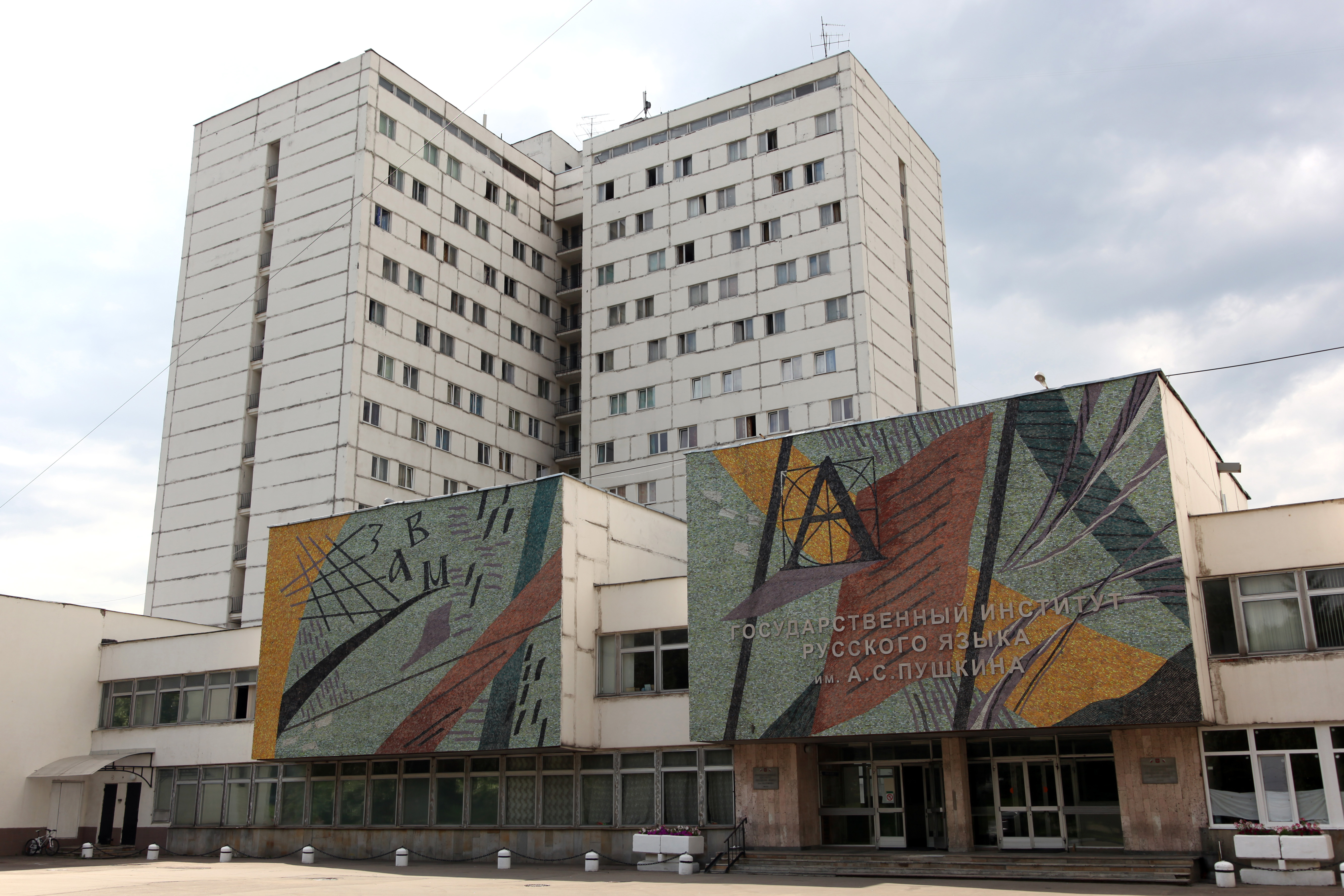
L'Istituto di Stato di lingua russa Pushkin e il suo dormitorio-torre, un edificio fatto di lastre di cemento prefabbricate

L'Istituto di Stato di lingua russa Puškin di Mosca (Государственный Институт русского языка им. А.С. Пушкина) è il centro per l'insegnamento della lingua russa all'estero. Ha sede in via dell'Accademico Volgin 6 (in russo: улица Академика Волгина 6).

## Storia
L'Istituto prende il nome dal letterato Aleksandr Sergeevič Puškin. Venne fondato nel 1966 come sezione della MGU, cioè dell'Università di Lomonosov. Nel 1973 divenne un ente autonomo e nel 1999 venne aggiunto un dipartimento di filologia in modo che i madrelingua russi potessero ottenere il baccellierato (4 anni), il master (2 anni) e il dottorato di ricerca (3 anni). Il programma punta all'esercizio dell'insegnamento della lingua russa all'estero.
La maggior parte dei partecipanti sono selezionati attraverso programmi di scambio bilaterali, che avvenivano già durante il periodo sovietico. L'Ambasciata russa a Berlino considera l'Istituto tra le sedi ufficiali consigliate per i corsi di lingua russa.